# Cryphiacanthus
Cryphiacanthus é um gênero botânico da família Acanthaceae

## Espécies
| - Cryphiacanthus acaulis - Cryphiacanthus angustifolius - Cryphiacanthus australis - Cryphiacanthus barbadensis - Cryphiacanthus clandestinus | - Cryphiacanthus dipteracanthus - Cryphiacanthus lacteus - Cryphiacanthus macrosiphon - Cryphiacanthus ovalifolius - Cryphiacanthus pumilus | - Cryphiacanthus tuberosus - Cryphiacanthus tubiflorus - Cryphiacanthus udus - Cryphiacanthus viscosus |